# Weichselbrücke bei Marienwerder
Die Weichselbrücke bei Marienwerder (polnisch Most w Opaleniu) war die fünfte Eisenbahnbrücke über die Weichsel (nach den Brücken in Dirschau (Tczew), Thorn (Toruń), Graudenz (Grudziądz) und Fordon (Bydgoszcz)).

## Geschichte
Sie wurde in den Jahren 1905 bis 1909 zwischen Münsterwalde (Opalenie) und Marienwerder (Kwidzyn) erbaut und führte die Bahnstrecke Marienwerder–Schmentau über den Strom. Die kombinierte Eisenbahn- und Straßenbrücke sollte die damalige Hauptstadt des Regierungsbezirks Marienwerder aus ihrer isolierten Lage befreien. Das eine Gleis war durch ein Gitter von der zweispurigen Fahrbahn für den Straßenverkehr getrennt. An beiden Enden befanden sich massive Portale, die durch Tore geschlossen werden konnten.
Die 1066 m lange Brücke hatte 10 Öffnungen, wobei die fünf Hauptöffnungen von 132 m langen 1575 Tonnen schweren Halbparabelträgern überspannt wurden und die zwei respektive drei Nebenöffnungen der Vorlandbrücken von 78 m langen 775 Tonnen schweren parallelgurtige Fachwerkträgern überspannt wurden. Die über den Pfeilern angeordnete Verbindungen zwischen den einzelnen Trägern war jeweils zwei Meter lang. Drei Unternehmen wurden mit der Ausführung des Bauwerks beauftragt, wobei ihnen jeweils ein Abschnitt der Brücke zugeteilt wurde. Es waren dies Gesellschaft Harkort in Duisburg, Gutehoffnungshütte in Oberhausen und Vereinigte Königs- und Laurahütte in Königshütte, Oberschlesien.
Die Brücke gewann im Ersten Weltkrieg vorübergehend strategische Bedeutung, weshalb der zweigleisige Ausbau der Bahnstrecke begonnen wurde, der aber mit dem Kriegsende eingestellt wurde. Nach dem Friedensvertrag von Versailles und der Bildung des Polnischen Korridors wurde Marienwerder ein Teil von Ostpreußen, während die Brücke und die westliche Seite der Weichsel polnisch wurde. Der Eisenbahnverkehr über die Brücke wurde 1926 eingestellt, sodass sie fortan nur noch von Fußgängern und Fuhrwerken benutzt wurde. Der Verkehr war aber so gering, dass das Ministerium für öffentliche Arbeiten 1927 beschloss, die Brücke zurückzubauen und die Träger für andere Brücken zu benützen. Mit dem Rückbau der Brücke wurde das Komitee für den Bau der Weichselbrücke in Toruń beauftragt, wo die meisten Teile der abzubrechenden Brücke wieder verwendet wurden. Einzig zwei Fachwerkträger der Vorlandbrücken wurden als Brücke über den Hochwasserentlastungskanal der Warthe in Konin weiter verwendet.
Im Rahmen einer Ausschreibung des Rückbaus wurde dem Ingenieurbüro Leszek Muszyński den Auftrag zur Leitung der Arbeiten übergeben. Der Abbruch der Brücke und der Transport nach Toruń dauerten zwei Jahre, wobei der Rückbau von November 1928 bis Juni 1929 erfolgte. Die Demontage eines großen Halbparabelträgers dauerte jeweils 20 Tage, die eines kleineren Vorlandbrückenträgers 12 Tage. Während des Rückbaus der Brücke wurden mehr als eine halbe Million Nieten abgeschnitten und herausgeschlagen.
Von der ehemaligen Brücke sind bei Marienwerder nur noch die Betonpfeiler in der Weichsel erhalten geblieben.